# Jefferson Davis
Jefferson Davis, ameriški politik, vodja secesionističnega gibanja, * 3. junij 1808, Christian County, Kentucky, ZDA, † 6. december 1889, New Orleans, Louisiana, ZDA.
Najbolj je znan kot prvi in edini predsednik Konfederacije ameriških držav od 1861 do 1865.